# Geraldo FitzGerald, 9.º Conde de Kildare
‎Geraldo FitzGerald, 9.º Conde de Kildare‎‎ (‎‎em inglês: Gerard FitzGerald; 1487‎‎ - 12 de dezembro ‎‎de 1534‎‎)‎‎ foi uma figura importante na ‎‎história irlandesa‎‎ do século XVI. Em ‎‎1513‎‎ herdou o título de ‎‎Conde de Kildare‎‎ e a posição de Lorde Deputado da ‎‎Irlanda‎‎ de seu pai. ‎

## Família
Geraldo era filho de ‎‎Geraldo FitzGerald, 8.º Conde de Kildare‎‎ e sua primeira mulher Alison FitzEustace, filha de ‎‎Rolando FitzEustace, 1.º Barão Portlester.‎‎ Em ‎‎1503,‎‎ casou-se com Isabel Zouche, filha de João Zouche‎‎ de ‎‎Codnor‎‎ e Isabel St John  uma prima do rei Henrique VII,